# St. Sixti (Northeim)

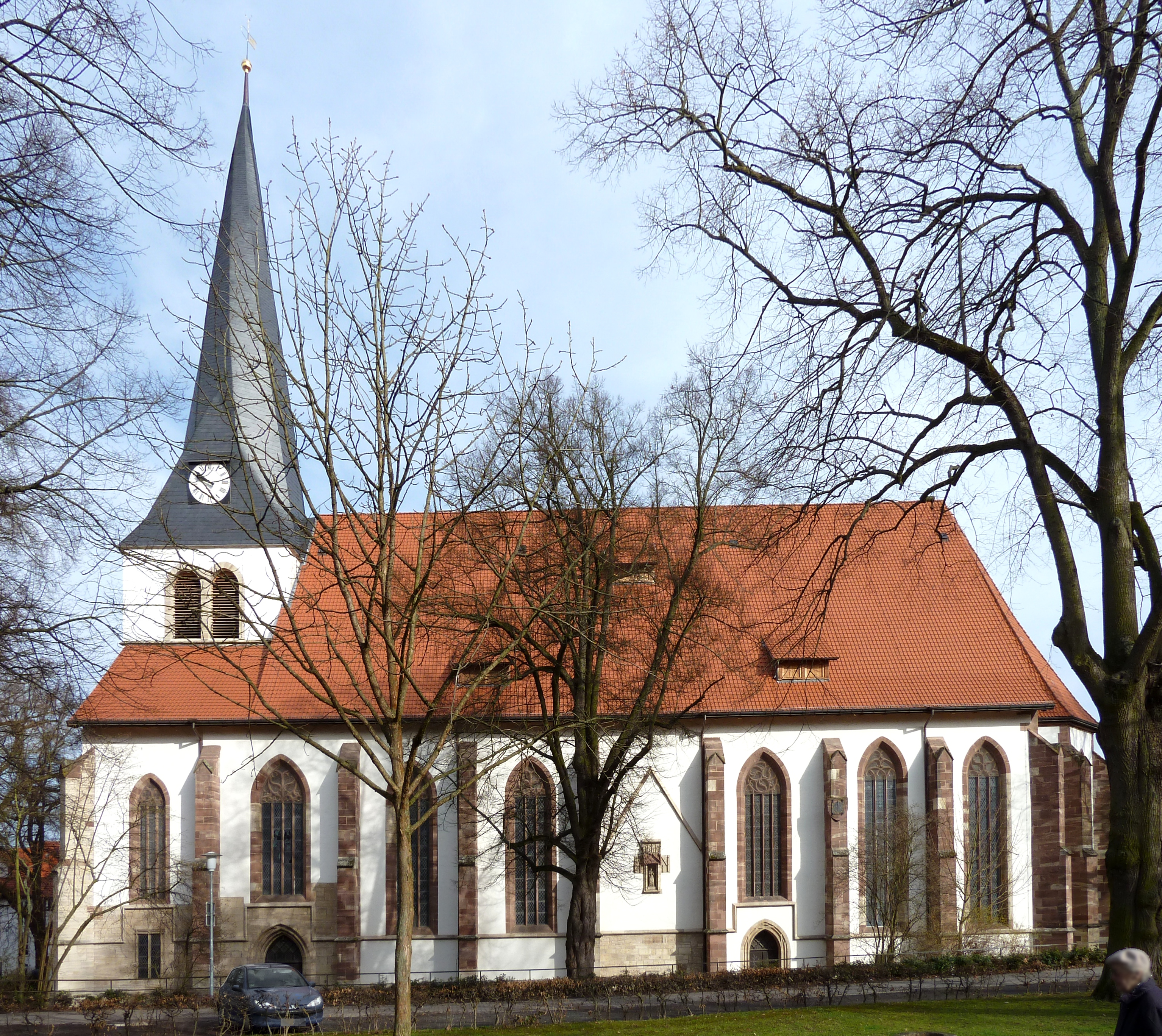
St.-Sixti-Kirche, Außenansicht

Die evangelisch-lutherische St.-Sixti-Kirche ist ein denkmalgeschütztes Kirchengebäude in Northeim, im Landkreis Northeim (Niedersachsen). Die Kirchengemeinde gehört zum Kirchenkreis Leine-Solling.

## Geschichte und Architektur

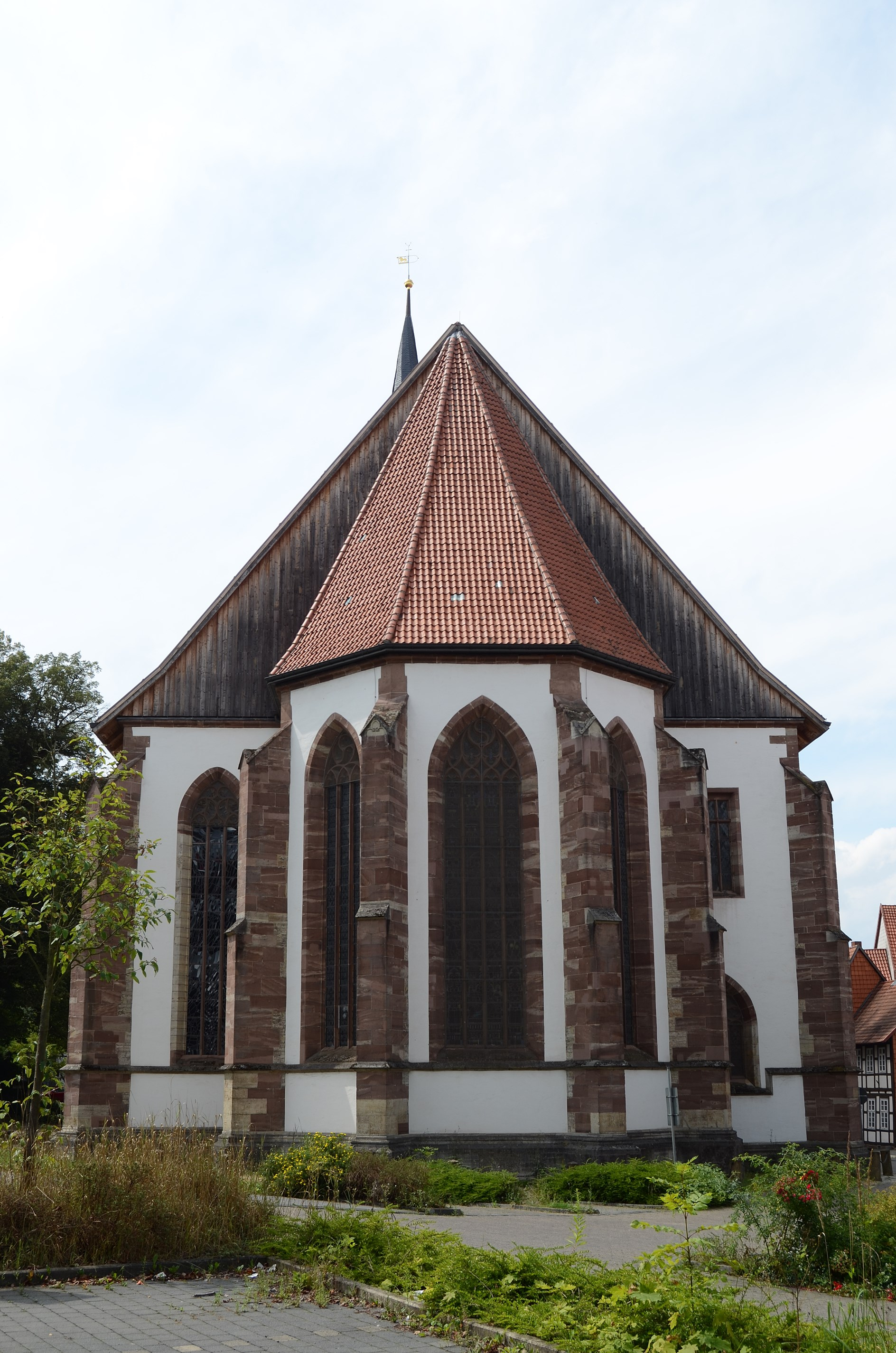
Äußere Choransicht von St. Sixti

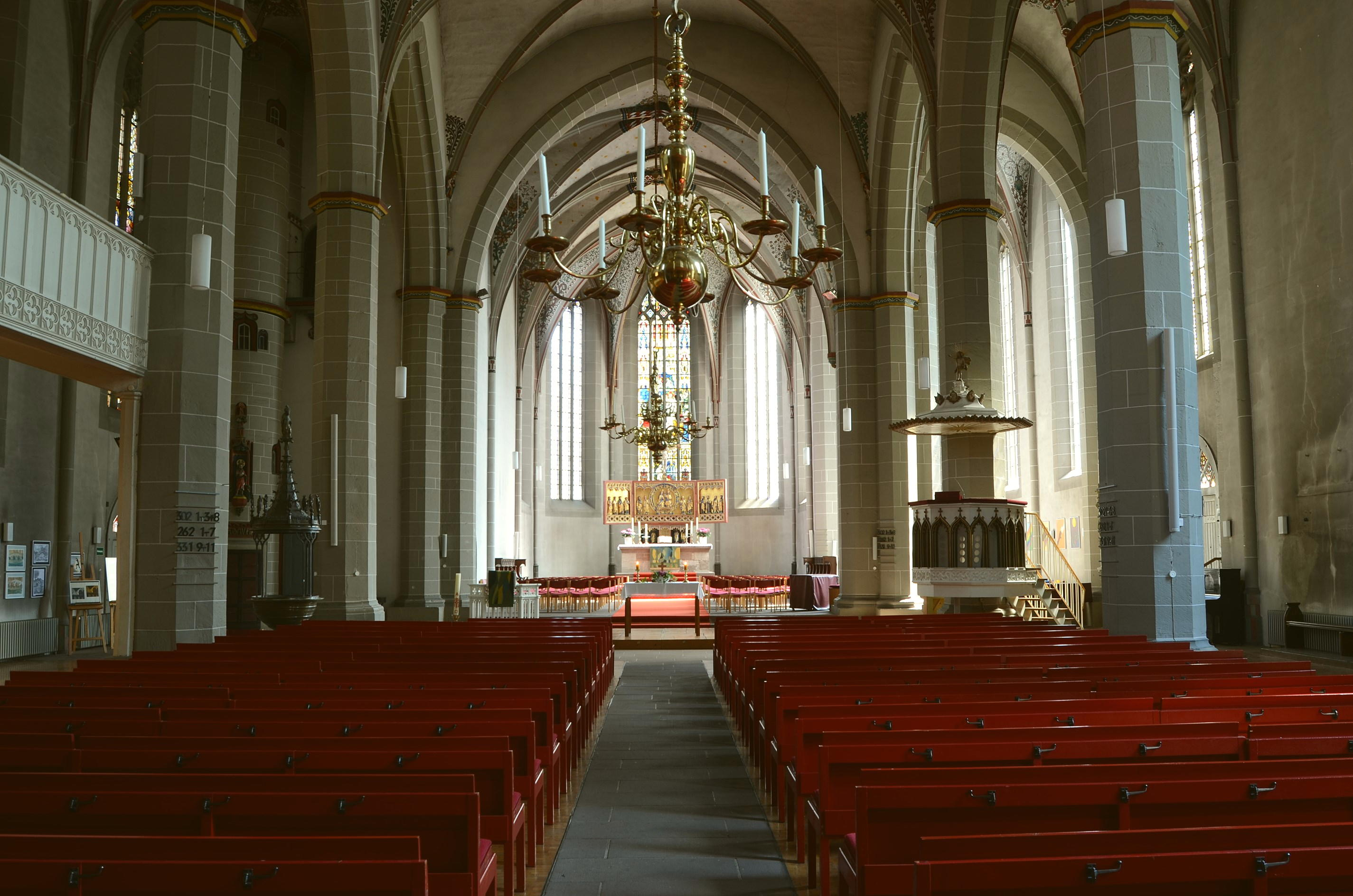
Blick durch das Hauptschiff in Richtung Altarraum

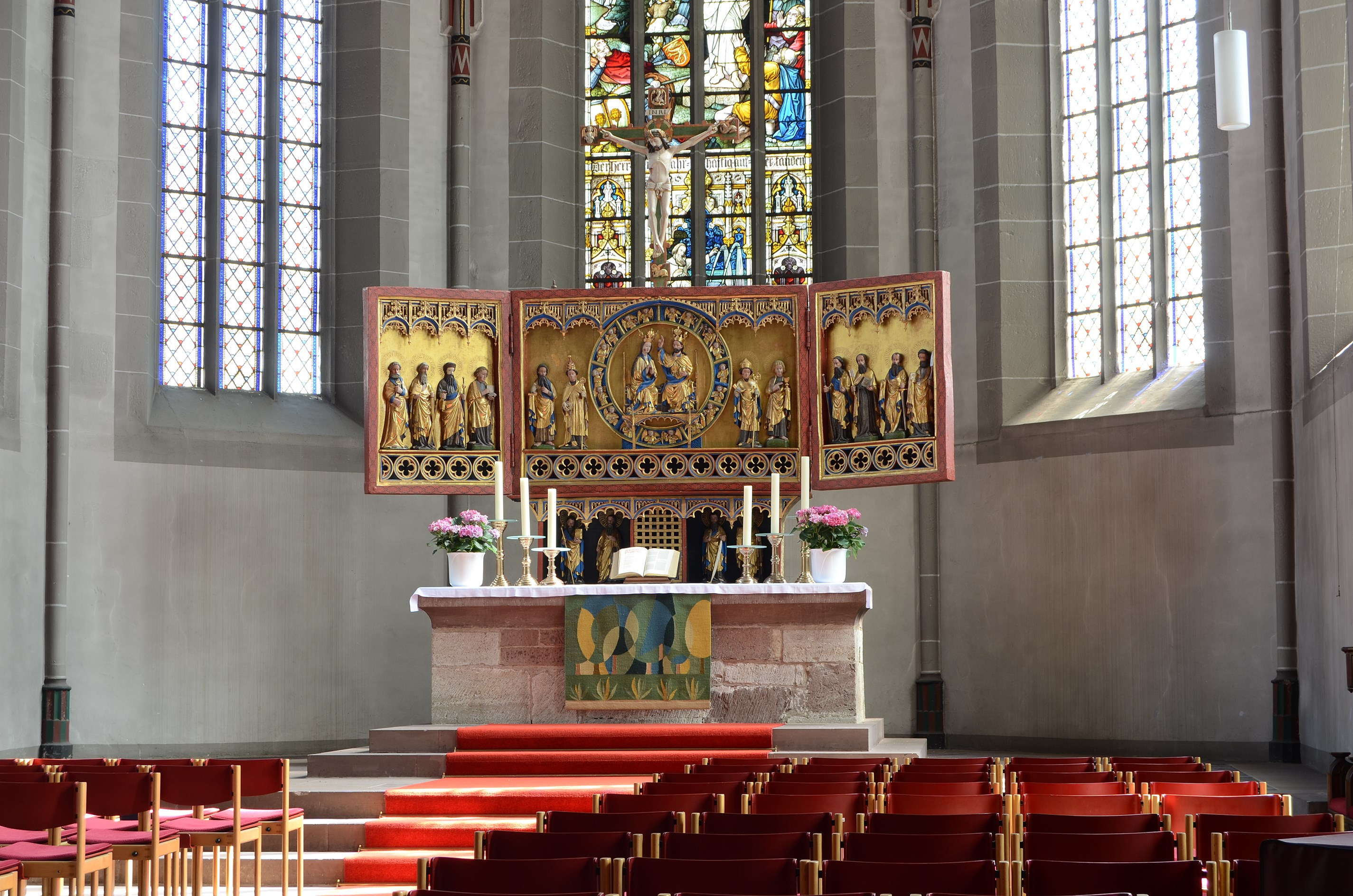
Der Hochaltar

Am Platz der heutigen Kirche stand wohl schon im neunten Jahrhundert, nach der Christianisierung der Gegend, eine Kapelle. Es gibt keine belegten Überlieferungen zu diesem Gebäude, sondern lediglich Vermutungen. Danach gab es wohl eine einfache Kirche aus Stein, die zu Anfang des 13. Jahrhunderts errichtet wurde. Auch über diese Kirche gibt es keine gesicherten Erkenntnisse, entsprechende archäologische Grabungen haben noch nicht stattgefunden. Einen Pfarrherren gab es nachweislich seit 1209 und 1229 bekam das Kloster das Patronat über die Kirche.
Der Reformator Anton Corvinus stellte 1539 die Northeimer Kirchenordnung auf, die vom Rat und der Bürgerschaft angenommen wurde. Danach wurde die Stadt protestantisch und die neue Stadtkirche der geistliche Mittelpunkt, als der vorher das Kloster St. Blasien galt.
Im Jahr 1459 beschloss der Rat, wegen Baufälligkeit der alten Kirche, eine neue zu bauen.
Das Patronat lag noch immer beim Kloster, allerdings brachte die Stadt den überwiegenden Teil der Geldmittel auf, die durch Spenden und Stiftungen der Gilden und der Bürgerschaft ergänzt wurden. Ein Gehöft, das an der Stelle des heutigen Chores stand, konnte 1464 erworben und abgebrochen werden. Der Grundstein für den Chor wurde 1470 gelegt, gleichzeitig begannen die Bauarbeiten.
Der Ablauf der Baumaßnahmen ist in drei Abschnitte zu gliedern.

### Erster Bauabschnitt von 1470–1481
Die Baupläne verfasste Hans Meinecke, er war auch der Baumeister des ersten Bauabschnittes. Bei vielen gotischen Kirchen des 14. und 15. Jahrhunderts wurde mit dem Neubau des Chores von der Ostseite her begonnen. Die Vorgängerkirche, die vermutlich bis in das fünfte Joch des derzeitigen Langhauses ging, blieb dabei stehen. Diese Maßnahme war notwendig, um auch während der Bauzeit Gottesdienste feiern zu können. Bei diesem ersten Bauabschnitt wurden die Apsis sowie die zwei Joche bis zum Triumphbogen und die beiden Joche der neuen doppelstöckigen Kapellenanbauten im nördlichen Seitenschiff errichtet. Der Chor wurde 1478 geweiht, die Einwölbung erfolgte bis 1481. Danach gab es, vermutlich aus Mangel an Geld, eine Baupause, die bis 1492 dauerte. Der Zeitpunkt des Abbruches der Vorgängerkirche ist nicht bekannt. Möglicherweise wurde sie auch zusammen mit dem neuen Chor als Provisorium genutzt.

### Zweiter Bauabschnitt von 1492–1497/98
Für die Errichtung des Weiteren Kirchenschiffes wurde eine Bauzeit von etwa fünf Jahren benötigt. In dieser Zeit wurden die beiden Seitenschiffe und das Langhaus vom Triumphbogen bis in Höhe des Turmes, der von dem Vorgängergebäude erhalten blieb, fertiggestellt. Die Fertigstellung des Gewölbes erfolgte später.

### Dritter Bauabschnitt ca. 1500–1519
In diesem Bauabschnitt wurden die Turmkapellen auf der Süd- und Nordseite und die Gewölbe in den drei Kirchenschiffen errichtet. Die Bauarbeiten waren 1519 beendet. Die erste Ausstattung und Einrichtung erfolgte bis zur Reformation im Jahr 1539.

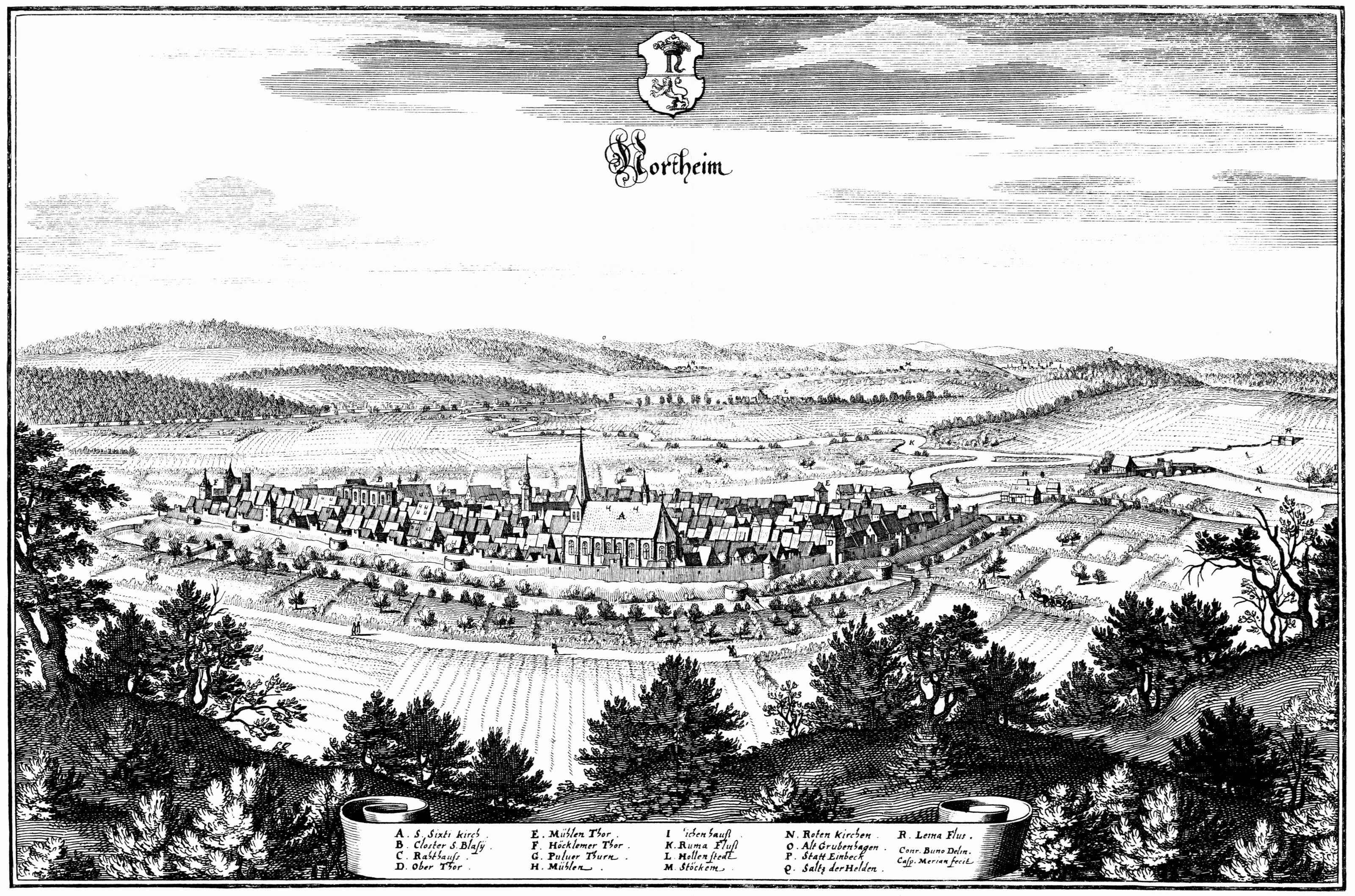
Ansicht von Northeim, Merian 1654
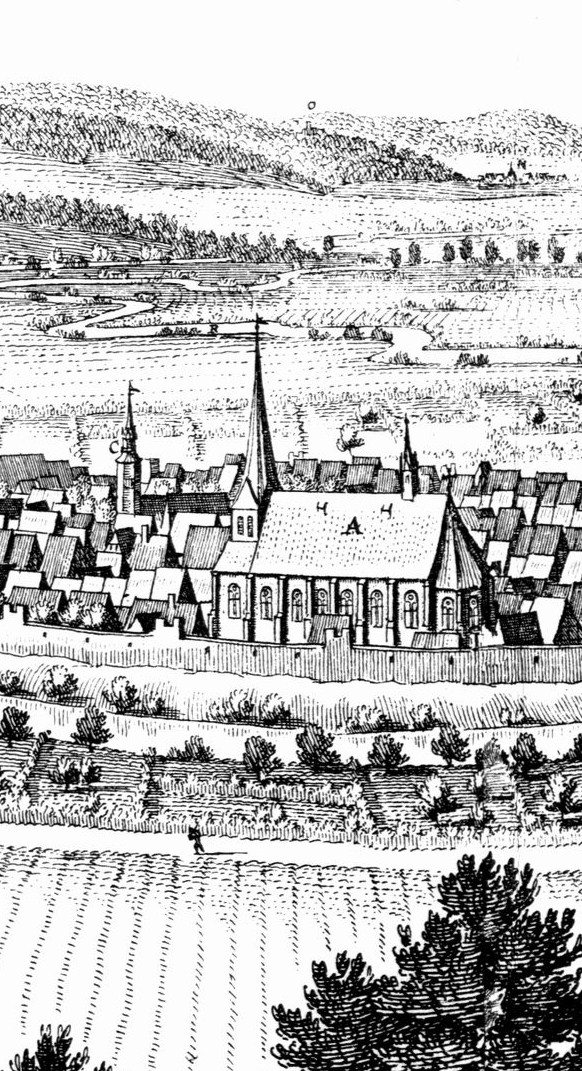
St. Sixti, Detail

### Baubeschreibung

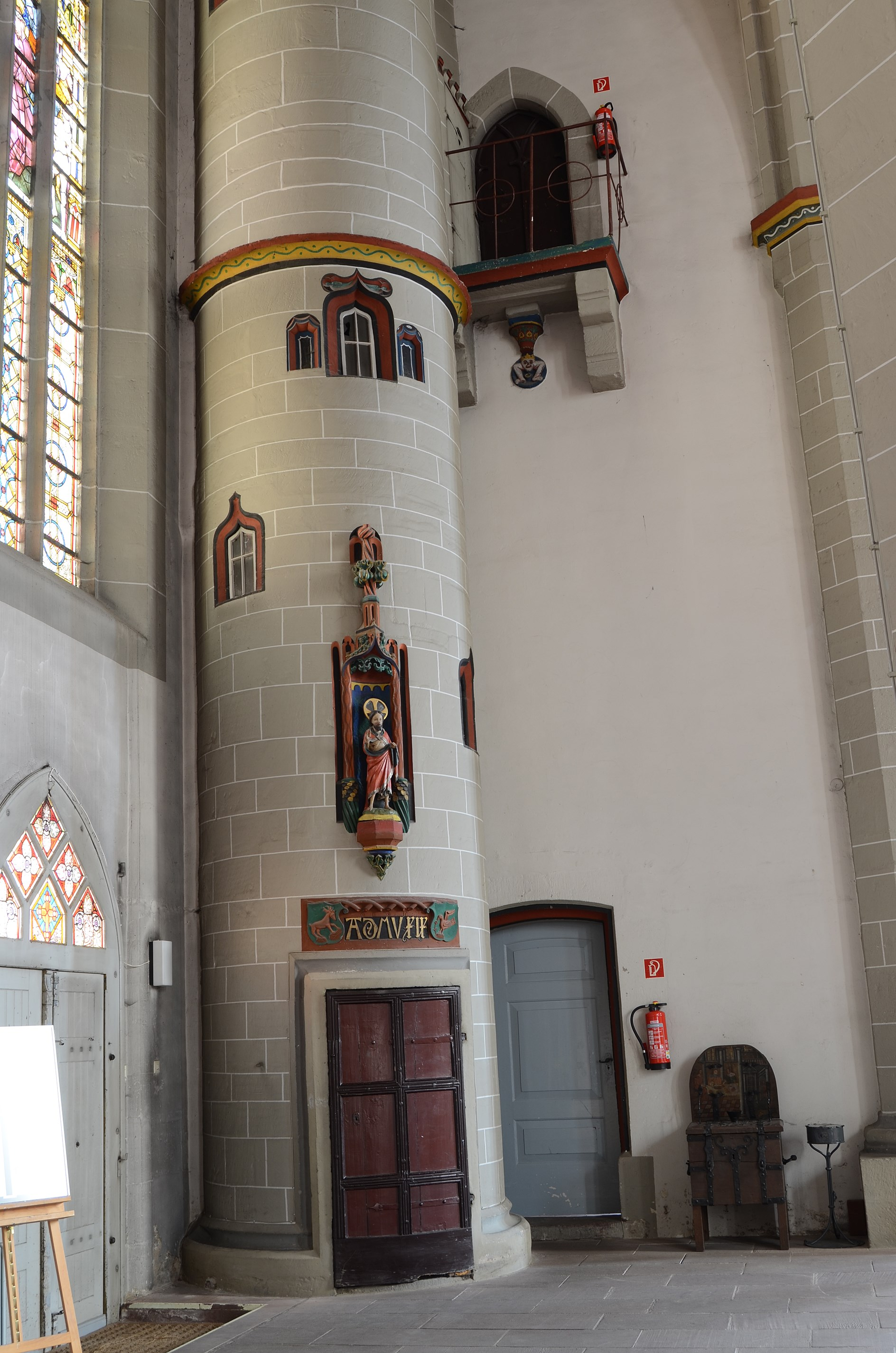
Wendelstein

Die drei Schiffe des mächtigen, 23 Meter breiten Baukörpers werden von einem gemeinsamen roten Ziegeldach überspannt. Der Kirchturm hingegen wirkt wie zu klein geraten. Die Apsis an der Ostseite hat einen polygonalen Grundriss. An den Turm sind zu beiden Seiten doppelstöckige Kapellen unter abgesetzten Pultdächern angefügt. Die 14,5 Meter hohen Strebepfeiler fangen den Schub der Gewölbe ab und leiten diesen in die Fundamente, sie sind nach oben abgetreppt. Die Wände sind durch überwiegend dreibahnige schlanke Fenster gegliedert. Das mittlere Fenster im Chor sowie jene über den seitlichen Eingängen sind vierbahnig gehalten.
Im Bereich der Spitzbögen gehen die Rippen in Maßwerk über, was in Zusammenhang mit der Wirkung der Farbfenster im Innenraum zu sehen ist. Das Maßwerk ist reich und lebendig gestaltet, jedes Fenster ist anders gestaltet. Die Stilelemente sind einheitlich und streng gewählt, allerdings sind die Fenster der Turmkapellen und über der Brauttür in den Elementen der Spätgotik gehalten. Die Wandlung von den strengen zu den spielerischen Formen ist zu erkennen an dem Eselsrücken im feinen Schwung über der Brauttür, der durch eine Kreuzblume, die von zwei Fialentürmen begleitet, bekrönt ist. Die Türmchen sind mit Krabben- und Blattwerk verziert. Das Stabwerk im Gewände dieser Tür überschneidet sich vielschichtig, die Konsolen waren früher mit Figuren geschmückt.
Ein weiterer Grund für die reiche Verzierung dieser Türen ist auch in der besonderen Lage der Kirche zu sehen, sie steht am historischen Stadtrand fast direkt an der Stadtmauer. Die reich verzierten Türen weisen zur Stadt hin, die weniger verzierten Türen auf der Südseite direkt zur Stadtmauer.
Der Strebepfeiler an der Nordwestseite besitzt reiches Zierwerk und eine Laterne, die in der Adventszeit beleuchtet wird. Das Stabwerk im Sturz des Fensters links von der Turmtür ist mit vorhangartig wirkendem Stabwerk geschmückt. Über der Tür zum nördlichen Seitenschiff ist das Lamm Gottes zu sehen, bei dem es sich wohl um eine Spolie aus romanischer Zeit des Vorgängergebäudes handelt. Über dem Turmeingang befindet sich eine Darstellung der heiligen Barbara mit dem Attribut „Turm“. Die Figur ist eine Nachbildung, nur der Torso ist im Original erhalten. An der Südseite stand bis zum Abriss im Jahr 1871 die Liebfrauenkapelle, die Umrisslinien sind von außen noch erkennbar.
In einer Nische, die durch einen Wimperg mit Fialen bekrönt ist, stand früher eine Marienfigur. Eine Inschrift im Giebelfeld benennt das Jahr 1492 als Baubeginn für die Kapelle. Die sogenannte Bußkammer befindet sich wie die Sakristei in den östlichen beiden Jochen des Nordschiffs und ist über einen Treppenturm, der Wendelstein genannt wird, erreichbar. Der Wendelstein wölbt sich aus der Mauerecke als Dreiviertelkreis in den Innenraum, diese war durch zahlreiche Nachlässe und Stiftungen angewachsen. In früheren Zeiten betraten die Büßer und Büßerinnen über einen kleinen Balkon, für alle Kirchenbesucher sichtbar, die Bußkammer. Auf welches Ereignis die Jahreszahl 1519 über der Tür hinweist, ist nicht gesichert überliefert. Vermutlich stiftete die Familie Ruman aus Alt-Northeim zu dieser Zeit etwas, da beide Wappen auf diese Familie hinweisen.
Dort, wo der Wendelstein in das Gewölbe ragt, ist eine unbekleidete Meerfrau mit einem menschlichen Oberkörper und zwei Fischschwänzen angebracht. Ob es sich um eine Nixe oder einen Wassergeist handelt, ist nicht bekannt. Vermutlich soll sie etwas Dämonisches oder auch Sinnliches symbolisieren. Die Teufelsfratze unter dem Balkon ist eine Konsolfigur, die Dämonisches darstellen soll, der Kopf befindet sich zwischen den Beinen. Das Pentagramm hinter einer Klappe in der nördlichen Wand in Richtung Chor, ist vom Schiff aus gut sichtbar, es dient der Abwehr des Bösen. Durch diese Wand mit dem Pentagramm war dem Büßer in der Bußkammer die Sicht auf den Gottesdienst versperrt, er konnte an diesem nur hörend teilnehmen. In später Zeit und bis vor einigen Jahren diente dieser Raum als Unterbringungsmöglichkeit für die Kirchenbibliothek.
Der mächtige ebenfalls ca. 15 m hohe Dachraum, der sich über alle Schiffe erstreckt, zeigt mit seinem Balken- und Strebewerk eindrucksvoll die Fertigkeiten der früheren Baumeister.

## Glasfenster
Die Glasfenster des nördlichen Seitenschiffes zeigen ein Heiligenbild und vier Darstellungen der Leidensgeschichte Christi. Diese Fenster wurden 1478 von der Kirchengemeinde, den Gilden und dem Rat der Stadt Northeim gestiftet. Früher waren sie im Chorabschluss eingebaut. Im Dreißigjährigen Krieg erlitten sie durch Beschuss starke Beschädigungen.
In den Jahren 1897 bis 1898 restaurierte die Firma Henning & Andres die Fenster – darunter das Bild der Kreuztragung, das zur Vorlage für das von derselben Firma in der Marktkirche von Hannover „wohl bald nach 1900“ geschaffene Fenster wurde – und ergänzten fehlende Stücke teilweise.
Die Fenster zeigen Darstellungen des letzten Abendmahles, der Gefangennahme Jesu in Gethsemane, die Geißelung Jesu und die Kreuztragung, bei der Jesus von seiner Mutter Maria, Johannes und Simon von Cyrene begleitet wird. Die Heiligendarstellungen zeigen die Katharina von Alexandrien und den Hl. Eligius mit den Attributen Hammer und Zange, als Schutzpatron der Schmiede. Die Überreste dieser spätgotischen Glasmalereien gelten als künstlerisch wertvoll. Das ursprüngliche Farbenspiel ist nur noch schwach erhalten. Die Bedeutung dieser Fenster hob der Pfarrer Lubecus, er amtierte von 1575 bis 1584 als Priester an der Kirche, in seiner Chronik hervor.

## Turm
Das Mauerwerk im Erdgeschoss des romanischen Turmes wurde vermutlich um 1250 errichtet, die Spolien im romanischen Stil fanden im Gewölbe der Turmhalle als Kapitelle Wiederverwendung. Vermutlich wurde der Turm zur Zeit der Stadtgründung Northeims an die Vorgängerkirche angebaut und Anfang des 15. Jahrhunderts bis zur Höhe des an der Außenwand noch sichtbaren Gesimses wieder abgebrochen. Danach wurde er in der heutigen Form wiederaufgebaut, aus dieser Zeit stammen auch die Schallöffnungen, die Glockenstube und der Helm. Die vier Schallöffnungen sind paarig angeordnet. Die östlichen werden durch das Dach der Kirche verdeckt. Daraus kann gefolgert werden, dass die Vorgängerkirche wesentlich schmaler und niedriger war. Der Schlussstein des Kreuzrippengewölbes in der Turmhalle zeigt das Lamm Gottes in einer naturalistischen Darstellung mit Kreuz und Fahne. Das auf vier Konsolen lagernde Gewölbe ersetzt seit der Zeit um 1500 die vorher eingezogene flache Decke aus Holz. Der Innenraum der Kirche ist durch die Turmhalle erschlossen.

## Ausstattung

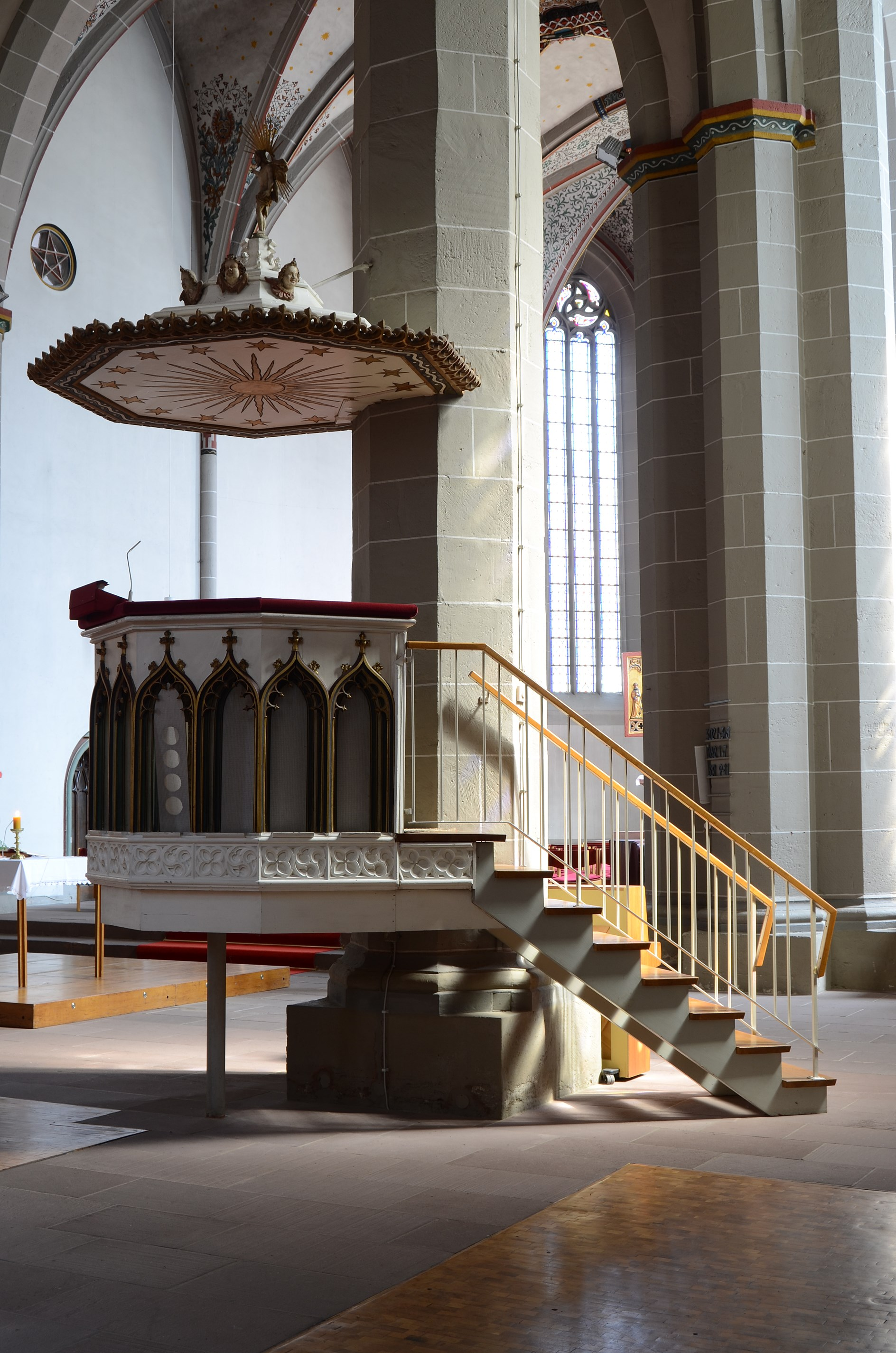
Kanzel

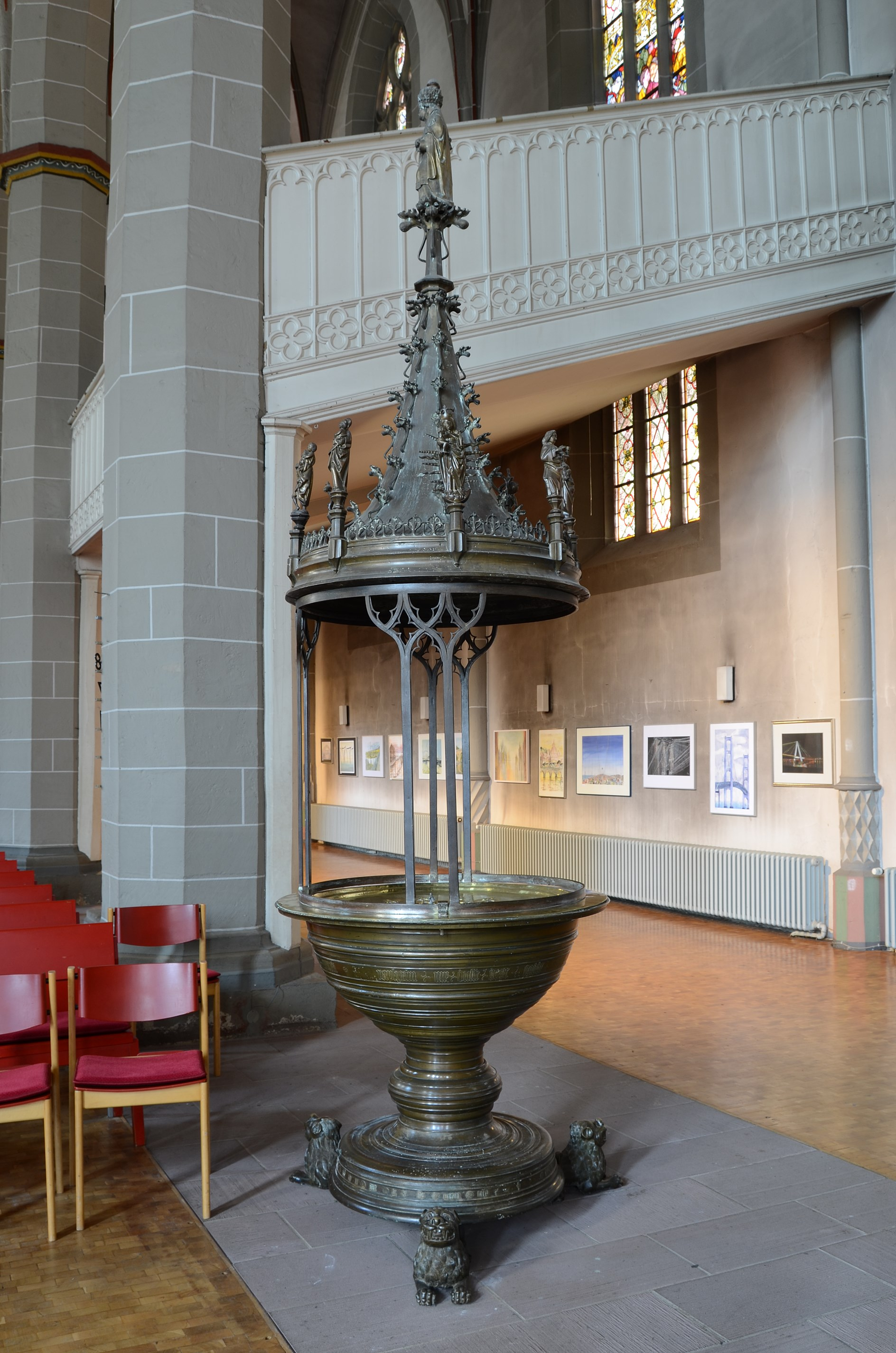
Taufbrunnen

### Hochaltar
Der Hochaltar ist wegen seiner theologischen Aussage ein Marienaltar. Er zeigt die Marienkrönung und wurde in der Zeit um 1420 bis 1430 angefertigt, er stand also schon im Vorgängergebäude. In der späteren gotischen Kirche wurde er auf einen Mauerblock aus Bruchsteinen gesetzt. Die Platte der Mensa ist fugenlos aus Sollinger Sandstein gearbeitet, sie ist 3,40 Meter lang und 1,47 Meter breit. Das Triptychon wird von einer 75 Zentimeter hohen Predella getragen.
Die Darstellung der Marienkrönung bildet das Zentrum des Altares, hervorgehoben wird das mittels eines Kreises von Engeln, die das Geschehen mit Instrumenten musikalisch begleiten. Diese Art der Darstellung ist ein typisches Beispiel spätmittelalterlicher Marienverehrung. Des Weiteren sind die Heiligen Sixtus und Blasius, Johannes der Täufer und die zwölf Apostel dargestellt. Die Predella ist in fünf Nischen gegliedert, die mittlere ist geschlossen, in dieser befand sich früher das Allerheiligste.
In den anderen Nischen stehen Figuren der Apostel Jakobus d. Ä., Philippus, Simon und Judas Thaddäus.
Wenn die Seitenflügel geschlossen werden, sieht man Gemälde mit Szenen aus der Passion. Auf der rechten Seite wird die Kreuztragung und auf der linken Seite die Geißelung Jesu gezeigt. Ein Kruzifix mit den Evangelistensymbolen an den vier Enden überragt den Schrein in der Mitte. Das Kreuz ist eine Arbeit aus der Zeit um 1510, es diente ursprünglich vermutlich in katholischer Zeit als Vortragekreuz.
Die je sechs Holzfiguren zu beiden Seiten der musizierenden Engel stehen auf verschieden hohen Podesten. Eine Erklärung dafür ist, dass die leicht unterschiedlich großen Figuren älter als der Altar sind und in diesem zusammengestellt wurden.

### Marienaltar
Der Englische Gruß AVE MARIA GRACIA PLENA auf den Borten der Gewänder der dargestellten Figuren weist auf das Patrozinium der Maria hin. Dieser Altar gehört zu den ursprünglich acht Altären aus vorreformatorischer Zeit. Wenn die Flügel geöffnet sind, sieht man Bilder aus der Passion, unter einem reich geschmückten Baldachin nehmen Männer den Leichnam Christi ab und lassen ihn zu Boden gleiten. Die Frauen geben gebärdenreich ihrer Trauer Ausdruck, Maria presst ihre linke Hand vor die Brust und sinkt zu Boden. Der Jünger Johannes fängt sie auf. Als weitere Begleitfiguren sind Maria Magdalena und Josef von Arimathäa zu erkennen. Die Innenflügel sind bemalt, sie zeigen Christus vor Pilatus und die Kreuztragung und auf der rechten Seite die Auferstehung und die Beweinung. Bei geschlossenen Flügeln sind die vier Evangelisten zu sehen. Sie wurden in der üblichen Grisaillesmalerei dieser Zeit mit Einflüssen aus Italien und Frankreich gemalt. Die Evangelisten sind mit ihren Attributen geflügelter Mensch, Löwe, Stier und Adler dargestellt.

### Sonstige Ausstattung
- Am siebten Strebepfeiler auf der Südseite hängt eine Sonnenuhr.[13]
- An einem Pfeiler steht eine Christopferusfigur, sie wurde 1990 geschaffen.
- Das Taufbecken vom Anfang des 16. Jahrhunderts wurde in Braunschweig gegossen. Der Kelch ist mit Kehlen, Wülsten und Bändern geschmückt, der Deckel hat die Form eines Oktogons.[14]

## Orgel

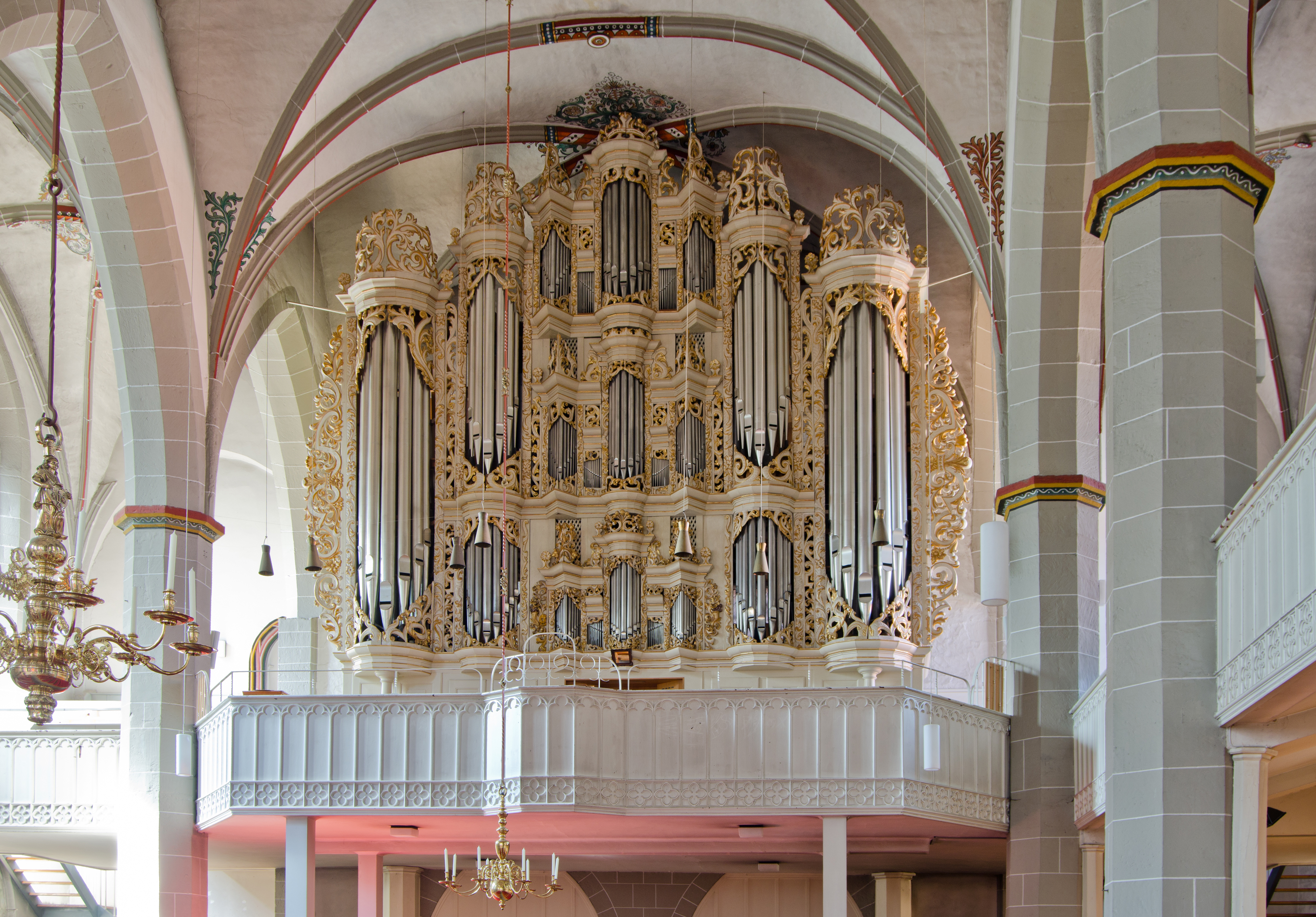
Orgelprospekt mit Schleierwerk

Das Vorgängerinstrument wurde ab 1549 von dem Orgelbauer Germer gebaut, es handelte sich hierbei um eine kleine Schwalbennestorgel. Sie befand sich auf der Südseite im Obergeschoss der ehemaligen Liebfrauenkapelle. Dies Instrument war über eine Wendeltreppe aus Stein erreichbar, die zu später Zeit zusammen mit der Kapelle abgebrochen wurde. Um die Bedeutung der Stadt Northeim zu unterstreichen, beauftragten die Kirchen- und Stadträte 1721 den Orgelbauer Johann Heinrich Gloger mit einem Neubau eines Instrumentes mit schließlich 51 Registern. Dieses Instrument wurde von 1721 bis 1734 einschließlich des prächtigen spätbarocken Prospektes errichtet. Die farbliche Fassung und Vergoldung erfolgte 1738. Gleichzeitig wurde eine gründliche Reinigung und die Veränderung einiger Register vorgenommen.
Weitere durchgreifende Änderungen, dem jeweiligen Zeitgeschmack entsprechend, nahmen 1790 Stephan Heeren und 1836 Conrad Euler vor. Zwischen 1872 und 1876 erschuf Julius Strobel unter Verwendung vorhandener Register ein nahezu neues Orgelwerk. Der Prospekt wurde dazu seitlich um zwei große, flache Pfeifenfelder erweitert. Die zuerst mechanische Traktur wurde wegen der schweren Spielweise durch Furtwängler & Hammer 1909 pneumatisiert.
Bereits vor dem Zweiten Weltkrieg wurden auf Grund des schlechten Zustands des Instruments durchgreifende Arbeiten geplant, die zwischen 1954 und 1958 von Paul Ott durchgeführt wurden. Unter Wiederverwendung erhaltener Gloger-Register wurde wiederum ein nahezu neues Instrument erschaffen, das sich in der Disposition sehr eng an jener von 1721 orientierte. Der historische Prospekt wurde auf seine ursprüngliche Gestalt zurückgeführt. Rudolf Janke, ein Schüler Otts, führte 1984 eine Grundüberholung durch, bei der unter anderem die typischen neobarocken Schwächen im Klangbild beseitigt wurden. J. Diedrichs aus Berka restaurierte einige Jahre später den Prospekt.
| I Hauptwerk C–f3 |                 |       |
| 1.               | Principal       | 16′   |
| 2.               | Quintadena      | 16′   |
| 3.               | Octave          | 8′    |
| 4.               | Gemshorn        | 8′    |
| 5.               | Rohrflöte       | 8′    |
| 6.               | Octave          | 4′    |
| 7.               | Gedacktflöte    | 4′    |
| 8.               | Nasat           | 2 ⁄3′ |
| 9.               | Flöte           | 2′    |
| 10.              | Rauschpfeife II | 2 ⁄3′ |
| 11.              | Mixtur VI-VIII  |       |
| 12.              | Cimbel III      |       |
| 13.              | Trompete        | 16′   |
| 14.              | Trompete        | 8′    |

| II Oberwerk C–f3 |                |        |
| 15.              | Principal      | 8′     |
| 16.              | Gedackt        | 8′     |
| 17.              | Viola di gamba | 8′     |
| 18.              | Octave         | 4′     |
| 19.              | Gemshorn       | 4′     |
| 20.              | Quinte         | 2 ⁄3′  |
| 21.              | Octave         | 2′     |
| 22.              | Terz           | 1 3⁄5′ |
| 23.              | Quinte         | 1 ⁄3′  |
| 24.              | Sifflöte       | 1′     |
| 25.              | None           | 8⁄9′   |
| 26.              | Scharf IV-V    |        |
| 27.              | Fagott         | 16′    |
| 28.              | Vox humana     | 8′     |
|                  | Tremulant      |        |

| III Brustwerk C–f3 |                 |       |
| 29.                | Holzgedackt     | 8′    |
| 30.                | Quintadena      | 8′    |
| 31.                | Principal       | 4′    |
| 32.                | Rohrflöte       | 4′    |
| 33.                | Octave          | 2′    |
| 34.                | Quinte          | 1 ⁄3′ |
| 35.                | Octave          | 1′    |
| 36.                | Sesquialtera II | 2 ⁄3′ |
| 37.                | Cimbel III      |       |
| 38.                | Dulzian         | 8′    |
|                    | Tremulant       |       |

| Pedalwerk C–f1 |                 |        |
| 39.            | Principal       | 16′    |
| 40.            | Subbass         | 16′    |
| 41.            | Octave          | 8′     |
| 42.            | Bordun          | 8′     |
| 43.            | Octave          | 4′     |
| 44.            | Nachthorn       | 2′     |
| 45.            | Bauernflöte     | 1′     |
| 46.            | Sesquialtera II | 5 1⁄3′ |
| 47.            | Mixtur VI       |        |
| 48.            | Posaune         | 32′    |
| 49.            | Posaune         | 16′    |
| 50.            | Trompete        | 8′     |
| 51.            | Trompete        | 4′     |
| 52.            | Kornett         | 2′     |

- Koppeln: II/I, III/I, I/P

## Glocken
- Die Verzierungen der ältesten Glocke weisen auf einen Guss in der ersten Hälfte des 13. Jahrhunderts hin.
- Die zweite Glocke zeigt die Jahreszahl 1317
- Der Guss der dritten Glocke, mit einem Gewicht von 3.700 kg, erfolgte um 1445.[18]